# 楠鈴音
楠 鈴音（くすのき すずね）は、日本の女性声優。主にアダルトゲームに声をあてている。

## 人物
たまたま弟が読んでいたアニメ雑誌に載っていたサマースクールに参加したのが、声優になるきっかけだった。
親の勧めで幼稚園教諭の短大を卒業し、教諭資格を持っている。幼稚園で絵本の読み聞かせをしたが、自分が読んで（演じて）いる方が楽しくなってしまったという。結局短大卒業後も好きなことが見つからず、1年間フリーターをした後に上京した。
芸名は、“鈴が転がるような声”という表現から、綺麗な声になりたいと思い、まず名前を「鈴音」と決めた。それに合わせて“木に鈴がなっているイメージ”から姓を考え、最初はクリスマスツリーが思い浮かんだが「樅ノ木」は嫌だと思い、他の木を考えて「楠」にした。
- 少女系から母親役まで、色々な女性の声を担当している。ただしロリ声は頑張らないと出せない。（『ラジオ真・恋姫†無双』より）
- 好物は納豆、マックスコーヒー、酢飯だという。食に関する許容範囲が広く、パーソナリティを務めるインターネットラジオ番組『ねがらぢ…』にて共演者の金田まひるが許容できない数々のゲテモノを平気で平らげたほどである（ただしトマトジュース、生卵の白身は苦手だという）。しかし料理はほとんどせず、『ラジオ真・恋姫†無双』の2009年1月8日放送内では、新年の目標に「今年こそ炊飯器でお米を炊く」と宣言した。
- 本は4コマ漫画をよく読み、活字の本はほとんど読まないという。台本に書かれた難しい漢字も、読み仮名が振っていないと読み間違えてしまうことがあると語っている（『ラジオ真・恋姫†無双』より）。

## 出演
太字はメインキャラクター。

### アダルトアニメ
2003年
- 学艶七不思議（牧野 久美）
- 零媚耶（巫女、教師）

2004年
- 姫辱 プリンセスダブル狩り（エリザベート・エルシュ・バルトラージュ）
- V.G.NEO（武内 優香 / ミスティー）

2007年
- 淫欲特急ゼツリンオー（こまち）

2009年
- びんかんアスリート（大山 恵）

2010年
- プリンセスラバー! シルヴィア編（シルヴィア＝ファン・ホッセン）

2011年
- STAR☆jewel（神無 レイコ）

2013年
- 恋騎士 Purely☆Kiss（国中 佳織）

### アダルトゲーム

#### 2001年
- とらいあんぐるハート3 リリカルおもちゃ箱（アイリーン・ノア）
- かげろう（風吹 優）
- Twins2 -恋愛未満-（春原 唯歌）

#### 2002年
- 女系家族（山王時 香織）
- 従姫 -ともひめ-（細川 央佳、福島 有里）
- とらいあんぐるハート1・2・3 DVD EDITION（アイリーン・ノア）
- 雪のとける頃に…（石岡 ゆいな）
- 股人タクシー3（城之内 和泉）

#### 2003年
- 鏡の中のオルゴール ふたつめの物語 SNOW WHITE（白雪姫）
- Clover Heart's（御子柴 莉織）
- CROSS†CHANNEL（桐原 冬子）
- 催眠学園（倉沢 さなえ）
- ねがいの魔法。（氷室 華弥）
- ぱすてるキッチン（緋山 アコ）
- ベイグランツ（エミリア）
- 紫紺の刻（駒村 美紀）
- アカルイミライ 〜Wet And Messy 2nd time〜（琴浦 椿）

#### 2004年
- シスターシスター〜恋のハートフルパニック〜（成末 音色）
- IZUMO2（蔓）
- こいじばし（相良 紫穂）
- 3days 〜満ちてゆく刻の彼方で〜（柊 美柚）
- です☆めた（永森 要）
- 杜氏の郷（高岡 沙雪）
- めいめいめい(メイフィス ターナー)
- 夕緋ノ向コウ側（藍川 沙雪）
- ね〜つま 〜ハッピーライフ＆Hレッスン〜（葉山 裕子）
- North Wind（君塚 芹那）
- 花園の娘（御巫 響子）
- ひなたぼっこ（柊 奈月）
- フォーチュンクッキー（鷹弥 佳恵）
- まじれす!! 〜おまたせ♪Little-wing〜（小田 香奈子）
- 巫女さん細腕繁盛記（悠彌）
- ラムネ（近衛 各務）

#### 2005年
- 子羊たちの楽園（アイナ・バーナード）
- エレベーターパニック 〜密室の淫行〜（二ノ宮 澪）
- 桜華 -おうか-（刃菊、古坂 唯）
- 家庭教師のおねえさん 〜Hの偏差値あげちゃいます〜（小野寺 理央）
- CANDY GIRL（愛）
- 盗んでMy Heart（ニナ・ヤール・ギュレシ）
- Clover Heart's append disc TOYつめちゃいましたっ（御子柴 莉織）
- 光臨天使エンシェル・レナ（彩都 由衣 / ピエナ・メルキュール）
- 終末の過ごし方 -The world is drawing to an W/end- DVD-PG版（宮森 香織）
- 性愛学園ふぇち科（美景 悠姫）
- 灯穂奇譚（加茂 サユキ）
- ぱすてるチャイムContinue（神原 幸子）
  - ぱすちゃC++（神原 幸子）
- ひなたると（柊 奈月）
- Blaze of Destiny III（エイファ）
- 炎の孕ませ転校生（藤原 佐枝、新庄 綾美、宮前 このか）
- ままママッ!?（三輪 由希子）
- みにょ×いも（米倉 瑠璃）
- モノごころ、モノむすめ。（巻子、葉月 メノウ）
- ゆのはな（桂沢 榛名）
- 姦狩〜凌辱報告書〜（神崎 朱美）
- でふこん☆わん（火ノ上 かがり）
- ランジェリーメーカー（新川 リエ）

#### 2006年
- あると（加賀美 翔子）
- Under The Moon
- みはる 〜あるとアナザーストーリー〜（加賀美 翔子）
- エーテルの砂時計（穂村 人美）
- カラフルアクアリウム（カペラ・モンダリス）
- きすみみ -Kiss! Me! Me!-（稲葉 白雪）
- 故郷の詩（達菜）
- Scarlett（イリカ・ハイルマン）
- 洗濯屋しんちゃん（江ノ本 マリ）
- 虜姫〜白濁まみれの令嬢〜（水無瀬 静琉）
- Triptych（リオナ）
- 人妻コスプレ喫茶2（櫻井 桜子）[注 1]
- 遥かに仰ぎ、麗しの（高松 千鳥、高松 鶫）
- キミの声がきこえる（南野 空子）
- メタモルエンジェル菜々美（如月 菜々美）
- 彼女たちの禁忌（上野 雅恵）

#### 2007年
- 淫烙の巫女（滝沢 美咲）
- えむぴぃMaid promotion master（藤々木 美優）
- 幼なじみと甘〜くエッチに過ごす方法（涼風 あすか）
- 恋姫†無双 〜ドキッ☆乙女だらけの三国志演義〜（諸葛亮）
- つくしてあげるのに!（大越 楓）
- 蹂躙（古手川 由香里）
- とらぶるサッキュバス「ダーリン、今夜もいっぱ〜いえっちしちゃお」（天堂 理枝）
- ナギサの（早川 冬美）
- ハーレム×すくらっち（紀三井 菜緒）
- Purely 〜その狭い青空を見上げて〜（葛城 恋鳥）
- らぶデス2 〜Realtime Lovers〜（よつば）
- みんな大好き子づくりばんちょう（任海 静樹）
- 彗聖天使プリマヴェールZwei（プリマヴェール・ルナ/花京院 サクラ、ブラックルナ）

#### 2008年
- 暁の護衛（倉屋敷 亜希子）
- 暁の護衛〜プリンシパルたちの休日〜（倉屋敷 亜希子）
- びんかんアスリート（大山 恵）
- 朝凪のアクアノーツ（セレナ）
- 裏・催眠術2（香野 タカコ）
- ENGAGE LINKS（ラーナ＝シャムロック）
- Garden（音川 小夜）
- かみぱに!（霧島 乃々香）
- Coming×Humming!!（高遠 千夏）
- しゅぷれ〜むキャンディ 〜王道には王道たる理由があるんです!〜（湊 向日葵）
- 真・恋姫†無双 〜乙女繚乱☆三国志演義〜（諸葛亮）
- セイクリッドグラウンド（ピエナ・メルキュール）
- 絶対女子寮域!（四之宮 友子）
- どこでもすきしていつでもすきして（北条 智秋）
- 春色桜瀬（佐山 千夏）
- Pia♥キャロットへようこそ!!G.P.（玉莉 ななみ）
- FORTUNE ARTERIAL（紅瀬 桐葉）[6]
- プリンセスラバー!（シルヴィア＝ファン・ホッセン）
- らぶデス3 〜Realtime Lovers〜（潮崎 よつば）
- ミンナノウタ（相模 千歌）
- 魔法戦士レムティアナイツ〜光の乙女たち〜（ピエナ・パレルモ・イーザーヘルゲン）
- ニセ教師（宮園 遥）

#### 2009年
- 聖剣のフェアリース（キルデア）
- らくがきオーバーハート（白鐘 吟雪）
- りんかねーしょん☆新撰組っ!（ミシェル・ブリュネ）[7]
- 77 〜And, two stars meet again〜（神宮 知枝）
- セーラー服心療妻科 〜内緒のえっちなカウンセリング〜（蓮城 未来）
- アトリの空と真鍮の月（六車 月乃）
- 星空のメモリア -Wish upon a shooting star-（姫榊 こさめ）
- ひだまりバスケット（水元）
- 誰かのために出来ること〜Innocent Identity〜（下村 聡美）
- クレナイノツキ（鷺宮 ステラ）

#### 2010年
- 星空のメモリア Eternal Heart（姫榊 こさめ）
- キュアフル!（木生 遥菜）
- 暁の護衛〜罪深き終末論〜（倉屋敷 亜希子）
- Green Strawberry（池宮 綾花）
- 乙女恋心プリスター（メイリン・マシロ[8]）
- 乙女恋心プリスターFANDISC 〜もっとHに恋せよ乙女！〜（メイリン・マシロ）
- この歌が終わったら -When this song is over-（酒出 朱音）
- もっと 姉、ちゃんとしようよっ!（クローディア・ギグス）
- カスタムレイド4（A-01）
- 真・恋姫†無双 〜萌将伝〜（諸葛亮）
- Clover Heart's Twin's Pack（御子柴 莉織）

#### 2011年
- グリザイアの果実（春寺 由梨亜）
- いきなりあなたに恋している（湯川 涼）
- フローライトメモリーズ〜いつかきっと、約束の場所で〜（川神 かすみ）[9]
- シキガミ（葛の葉）
- ジンコウガクエン（猥）
- なでしこドリップ（姫石 穂香）[10]
- ユユカナ -under the Starlight-（楠 久々寝）
- 恋騎士 Purely☆Kiss（国中 佳織）[11]
- Mてぃーちゃー 彼女♂の悩み多き教育事情（梅宮 小枝子）[12]
- もっと 姉、ちゃんとしようよっ! アフターストーリー（クローディア・ギグス）

#### 2012年
- グリザイアの迷宮（春寺 由梨亜）[13]
- ずっとつくしてあげるの!（尾張 澪）[14]
- 英雄*戦姫（ハンニバル）[15]
- 寝取られの学園 〜輪廻るサクリファイス〜（柊 千香）[16]
- あねいもNeo 〜Second Sisters〜（高天 玲子）[17]
- あっぱれ!天下御免［祭］（五十嵐 文）[18]

#### 2013年
- あねいもNeo+ 〜Second Sisters〜（高天 玲子）
- 向日葵の教会と長い夏休み（二階堂 麗奈）[19]
- グリザイアの楽園（春寺 由梨亜）[20]
- 魔導巧殻 〜闇の月女神は導国で詠う〜（エルミナ・エクス）[21]

#### 2014年
- できない私が、くり返す。（志波姫 香澄）
- ユニオリズム・カルテット（刀條 みなも）

#### 2015年
- 果つることなき未来ヨリ X-RATED（ナナオ・フェティ）
- 真・恋姫†英雄譚1 〜乙女艶乱☆三国志演義［蜀］〜（諸葛亮）

#### 2016年
- 恋姫†夢想〜英雄烈伝〜（諸葛亮）
- 真・恋姫†夢想〜天下統一伝〜（諸葛亮）
- ユニオリズム・カルテット A3-DAYS（刀條 みなも）

#### 2017年
- 真・恋姫†夢想-革命- 蒼天の覇王（陳珪）

#### 2018年
- 真・恋姫†夢想-革命- 孫呉の血脈（陳珪）

#### 2019年
- 真・恋姫†夢想-革命- 劉旗の大望（陳珪[22]）

#### 2023年
- 真・恋姫†英雄譚5 〜乙女耀乱☆三国志演義［魏］〜（陳珪）

### 一般向ゲーム
2004年
- Clover Heart's 〜looking for happiness〜（御子柴 莉織）

2005年
- North Wind 〜永遠の約束〜（尾崎 鈴美、君塚 芹那）

2006年
- 桜華 〜心輝かせる桜〜（刃菊、古坂 唯）
- 仁義ストーム The Arcade

2007年
- カラフルアクアリウム〜My Little Mermaid〜（カペラ・モンダリス）

2008年
- 吸血奇譚 ムーンタイズ（ヴィスケス・

グランチェスタ）
2009年
- Pia♥キャロットへようこそ!!G.P.〜学園プリンセス〜（玉莉 ななみ）

2010年
- 77 〜beyond the Milky Way〜（神宮 知枝）

2013年
- 英雄*戦姫（ハンニバル）
- 向日葵の教会と長い夏休み -extra vacation-（二階堂 麗奈）

2015年
- 果つることなき未来ヨリ（ナナオ・フェティ）

### ドラマCD
2004年
- Clover Heart's 〜four leaves' summer〜 #1、2（御子柴 莉織）
- ドラマCD 巨乳家族（美崎 麗子[23]）※原作：みずきひとし、同人出版

2005年
- ゆのはな ドラマCD vol.1・2（桂沢榛名[24][25]）
- ○学○年生ナイン！ G-typeドラマCD（涼 すず）

2006年
- MOON CHILDe ドラマCD＆オリジナルサウンドトラック アナザーエディション

2008年
- FORTUNE ARTERIAL〜through the season〜（紅瀬 桐葉）

2011年
- 夢見る貝（六車 月乃）[26]

### インターネットラジオ
※はインターネット配信。
- ラジオ真・恋姫†無双（2008年 - 2009年、音泉）
- ねがらぢ…

#### ラジオCD
- ラジオ真・恋姫†無双〜乙女繚乱☆ラジオ演義〜 vol.01、02（2009年6月29日）
- DJCD オーガスト放送局 修智館学院出張生徒会 Vol.3 - 6（2010年 - 2011年）

## ディスコグラフィ

### 企画CD
| 発売日   | 商品名                   | 歌                                                      | 楽曲                                                   | 備考                                       |
| 2004年   | 2004年                   | 2004年                                                  | 2004年                                                 | 2004年                                     |
| -------- | ------------------------ | ------------------------------------------------------- | ------------------------------------------------------ | ------------------------------------------ |
| 6月25日  | GWAVE 2003 2nd Beat      | 楠鈴音                                                  | 「ねがいの魔法。」                                     | PCゲーム『ねがいの魔法。』主題歌           |
| 7月      | たいよう                 | 楠鈴音                                                  | 「紅の花」                                             | PCゲーム『ひなたぼっこ』エンディングテーマ |
| 2005年   |                          |                                                         |                                                        |                                            |
| 8月      | mignon                   | 楠鈴音                                                  | 「lilac」                                              |                                            |
| 12月30日 | beauty of ruin           | 楠鈴音                                                  | 「beauty of ruin II〜salvation」                       |                                            |
| 12月30日 | APPLE Leaf               | 楠鈴音                                                  | 「何時か二人の雨傘 -Cecil-」                           |                                            |
| 2006年   |                          |                                                         |                                                        |                                            |
| 8月      | over the surges          | 楠鈴音                                                  | 「それゆけ!頑張る女の子!」                             |                                            |
| 12月     | le blanc et noir         | 楠鈴音                                                  | 「世紀末のお子様 "NZstyle"」                           |                                            |
| 2007年   |                          |                                                         |                                                        |                                            |
| 8月      | La Fatalite              | 楠鈴音                                                  | 「noblesse oblige」                                    |                                            |
| 12月31日 | マリアスノニウムの謝肉祭 | 楠鈴音                                                  | 「ネコ」                                               |                                            |
| 12月31日 | マリアスノニウムの謝肉祭 | 観月あんみ・鮎・Jenya・楠鈴音・桜庭わかな・ぬきちゃん。 | 「プロムナード」                                       |                                            |
| 2008年   |                          |                                                         |                                                        |                                            |
| 8月16日  | 9つの緋色                | 楠鈴音                                                  | 「夕闇の合わせ鏡〜5つめのブランシェ、6つめのノワール」 |                                            |
| 2010年   |                          |                                                         |                                                        |                                            |
| 8月14日  | 墟律のサンプル           | 楠鈴音                                                  | 「褪色回廊」                                           |                                            |
| 2011年   |                          |                                                         |                                                        |                                            |
| 8月      | Reception for witnesses  | 楠鈴音                                                  | 「tiny navigation」                                    |                                            |

### キャラクターソング
| 発売日   | 商品名                                                       | 歌 | 楽曲                                              | 備考                                                                   |
| 2004年   | 2004年                                                       | 2004年                                                                                                   | 2004年                                            | 2004年                                                                 |
| -------- | ------------------------------------------------------------ | --- | ------------------------------------------------- | ---------------------------------------------------------------------- |
| 8月13日  | Clover Heart's〜four leaves' summer〜 #1                     | 御子柴玲亜（文月かな）、御子柴莉織（楠鈴音）                                                             | 「Clover Heart's〜four leaves' summer〜 #1」      | ドラマCD『Clover Heart's〜four leaves' summer〜 #1』オープニングテーマ |
| 10月22日 | Clover Heart's〜four leaves' summer〜 #2                     | 御子柴玲亜（文月かな）、御子柴莉織（楠鈴音）                                                             | 「Clover Heart's〜four leaves' summer〜 #2」      | ドラマCD『Clover Heart's〜four leaves' summer〜 #2』オープニングテーマ |
| 2005年   |                                                              | |                                                   |                                                                        |
| 1月14日  | 1st love,Only love. ひなたぼっこオリジナルボーカルアルバム   | 柊奈月（楠鈴音）                                                                                         | 「peaceful time」 「太陽・楠Ver」 「扉・楠Ver」   | PCゲーム『ひなたぼっこ』関連曲                                         |
| 11月18日 | でふこん☆わん Original Sound Track                           | 火ノ上かがり（楠鈴音）                                                                                   | 「ラブ・○○〜かがりバージョン〜」                  | PCゲーム『でふこん☆わん』関連曲                                        |
| 2006年   |                                                              | |                                                   |                                                                        |
| 8月10日  | あると Character Vocal CD「It's a lovely day」               | 加賀美翔子（楠鈴音）                                                                                     | 「ラブ(●´Д｀人´Д｀●)ラブ」                        | PCゲーム『あると』関連曲                                               |
| 12月22日 | メタモルエンジェル菜々美 オリジナルサウンドトラック          | 如月菜々美（楠鈴音）                                                                                     | 「Grant me my wish」                              | PCゲーム『メタモルエンジェル菜々美』オープニングテーマ                 |
| 12月22日 | メタモルエンジェル菜々美 オリジナルサウンドトラック          | 如月菜々美（楠鈴音）                                                                                     | 「新しい明日」                                    | PCゲーム『メタモルエンジェル菜々美』関連曲                             |
| 2007年   |                                                              | |                                                   |                                                                        |
| 10月26日 | 「恋姫†無双」覇王プロジェクト〜ハオプロ〜 蜀軍合唱の陣       | 関羽（本山美奈）、趙雲（野神奈々）、張飛（芹園みや）、諸葛亮（楠鈴音）、馬超（桜川未央）、黄忠（飯田空） | 「羽ばたけッ恋心☆」                               | PCゲーム『恋姫†無双 〜ドキッ☆乙女だらけの三国志演義〜』関連曲          |
| 2008年   |                                                              | |                                                   |                                                                        |
| 8月22日  | 「恋姫†無双」覇王プロジェクト〜ハオプロ〜 ユニットの陣 ドM組 | 諸葛亮（楠鈴音）、孫権（風音）、馬超（桜川未央）                                                         | 「恋と泪と男と乙女」                              | PCゲーム『恋姫†無双 〜ドキッ☆乙女だらけの三国志演義〜』関連曲          |
| 2009年   |                                                              | |                                                   |                                                                        |
| 5月8日   | 「真・恋姫†無双」キャラクターソングCD Vol.2 諸葛亮×鳳統      | 諸葛亮役（楠鈴音）、鳳統（九条信乃）                                                                     | 「はわ☆あわ大乱舞〜恋のお料理教室〜」             | PCゲーム『真・恋姫†無双 〜乙女繚乱☆三国志演義〜』関連曲                |
| 8月14日  | FORTUNE ARTERIAL feeling assort                              | 紅瀬桐葉（楠鈴音）                                                                                       | 「If」                                            | PCゲーム『FORTUNE ARTERIAL』関連曲                                     |
| 8月14日  | FORTUNE ARTERIAL feeling assort                              | 紅瀬桐葉（楠鈴音）、千堂伽耶（美芹桜花）                                                                 | 「絆〜紡がれた世界〜」                            | PCゲーム『FORTUNE ARTERIAL』関連曲                                     |
| 9月25日  | 真・恋姫†無双 キャラクターソングアルバム                     | 諸葛亮役（楠鈴音）、鳳統（九条信乃）                                                                     | 「はわ☆あわ大乱舞〜恋のお料理教室〜 Dance Remix」 | PCゲーム『真・恋姫†無双 〜乙女繚乱☆三国志演義〜』関連曲                |
| 2010年   |                                                              | |                                                   |                                                                        |
| 8月13日  | FORTUNE ARTERIAL キャラクターソングアルバム2 プロジェクトB   | 紅瀬桐葉（楠鈴音）                                                                                       | 「どうせなdays」                                  | PCゲーム『FORTUNE ARTERIAL』関連曲                                     |
| 8月13日  | FORTUNE ARTERIAL キャラクターソングアルバム2 プロジェクトB   | 東儀白（姫川あいり）、紅瀬桐葉（楠鈴音）                                                                 | 「白と桐葉のドキドキスイーツクッキング」          | PCゲーム『FORTUNE ARTERIAL』関連曲                                     |
| 8月13日  | FORTUNE ARTERIAL キャラクターソングアルバム2 プロジェクトB   | FAヒロインズと小さなお母様（美芹桜花）                                                                   | 「乙女◎ふぉーちゅん」                             | PCゲーム『FORTUNE ARTERIAL』関連曲                                     |

### 収録CD不明
- 「二人の季節」PCゲーム『ちゃっくついてる!』ED
- 「おしえてキュッキュ」PCゲーム『CANDY GIRL』主題歌
- 「Marine Snow 〜島の恋唄〜」PCゲーム『南の島に降る雪』イメージソング

## その他
- DreamParty大阪2009春「BaseSon/真・恋姫†無双（ブース）」